# Юньлин (хребет)
Юньлин (кит. упр. 雲嶺, пиньинь Yún Lǐng) — горный хребет, расположенный в китайской провинции Юньнань, на юго-восточной окраине Тибетского автономного района и юго-западе провинции Сычуань.

## Рельеф
Является частью горной цепи: Нинцзиншань — Юньлин — Айлаошань, которая простирается с северо-запада на юго-восток.
Авторы научных публикаций по гляциологии и биологии относят Юньлин к Сино-Тибетским горам Тибетского нагорья, но китайские географы проводят границу Тибетского нагорья через гору Лаоцзюньшань, разделяя этот хребет на две части. Таким образом, южный сегмент Юньлина оказывается в геоморфологическом регионе, известном под русским названием Циньлин-Юньнаньская горная страна, в его части именуемой Юньнань-Гуйчжоуским нагорьем. К западу от Юньлина, почти параллельно ему, протянулся хребет Нушань. Юньлин обособлен от него долиной Меконга.
На севере Юньлина имеется несколько вершин-пятитысячников, высочайшей из которых является Баймасюэшань (5466 м). Южнее хребет снижается. На физической карте отмечено несколько гор, высота которых достигает округлённых 4300—4600 метров.

## Гидрология
Юньлин служит водоразделом бассейнов рек Меконг и Янцзы (Цзиньшацзян). В пределах хребта, к примеру на горе Лаоцзюньшань, есть ледниковые озёра.

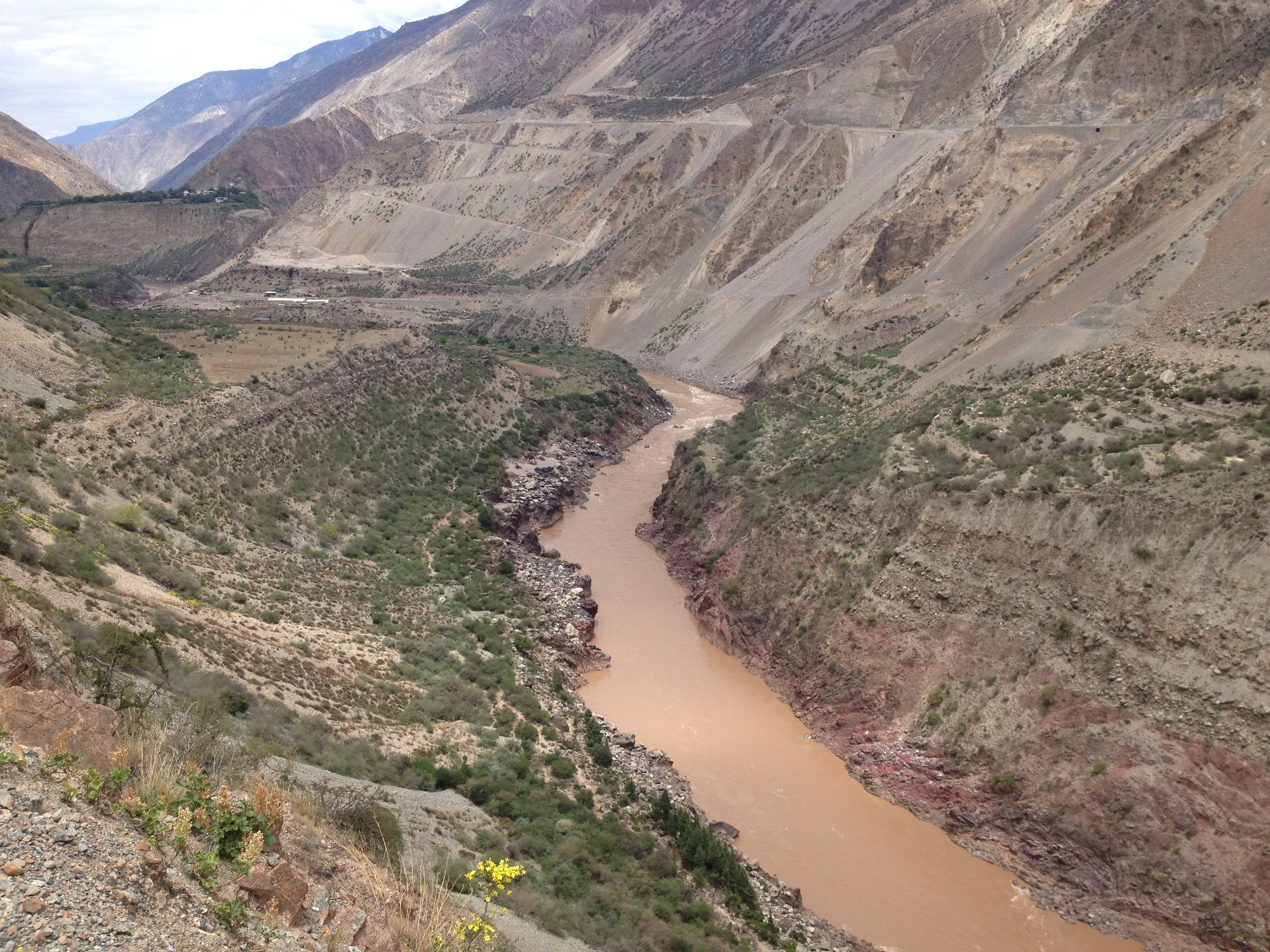
Меконг в Дечене
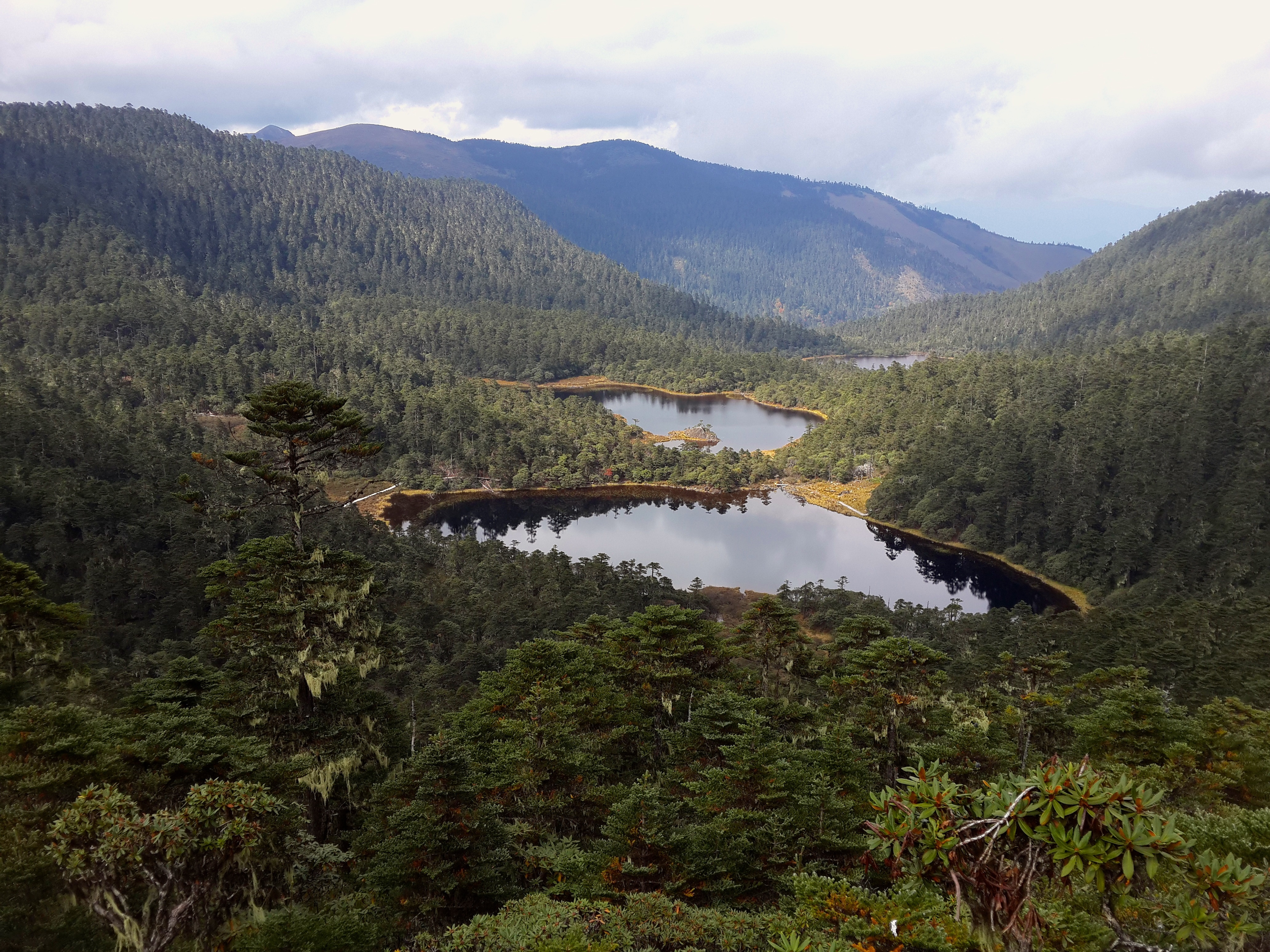
Озеро Жэньцай на горе Лаоцзюньшань

## Животный мир

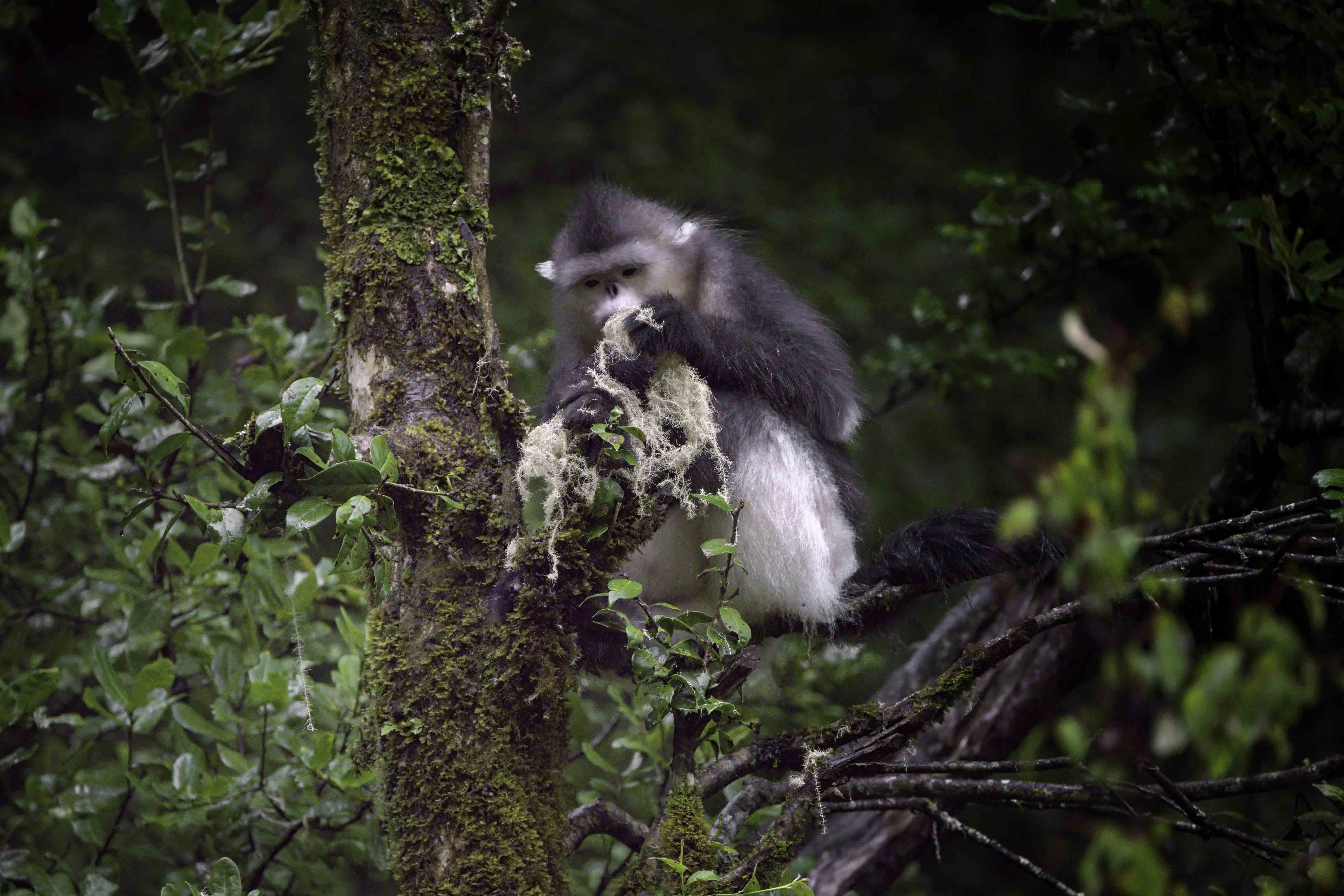
Чёрный ринопитек

Для защиты обитающих в горах чёрных ринопитеков был создан государственный природный заповедник «Баймасюэшань».
В пределах хребта Юньлин зарегистрировано 44 вида пресмыкающихся и 37 видов земноводных. Список рептилий включает: моноклевую кобру, волкозубов, такик как Lycodon deccanensis, гекконов, например Gekko jinjiangensis, калота (Calotes emma), Diploderma yunnanense и представителей других родов. К местным амфибиям относятся: голубохвостый тритон, Tylototriton shanjing, большая жерлянка, Scutiger glandulatus, виды квакш, каскадниц и так далее.